# -77.82X-78.29
−77.82X−78.29 es el segundo EP del grupo femenino surcoreano Everglow. El álbum fue lanzado el 21 de septiembre de 2020 por Yuehua Entertainment y distribuido por Stone Music Entertainment, junto con su sencillo principal titulado «La Di Da».

## Antecedentes y lanzamiento
El 7 de septiembre de 2020, Yuehua Entertainment reveló que Everglow lanzaría su segundo miniálbum titulado −77.82X−78.29, luego de su anterior álbum Reminiscence, el 21 de septiembre.
Las imágenes conceptuales del álbum se publicaron entre el 8 y el 10 de septiembre. La lista de canciones fue lanzada el 11 de septiembre, revelando que contendría cuatro pistas, el sencillo principal «La Di Da» junto con las canciones «Untouchable», «Gxxd Boy» y «No Good Reason».
El teaser del vídeo musical de «La Di Da» fue lanzado el 16 de septiembre, mientras que el vídeo musical completo fue liberado a través de las redes sociales oficiales del grupo el 21 de septiembre de 2020.

## Promoción
Everglow realizó una presentación en vivo el 21 de septiembre del mismo año, donde interpretaron «La Di Da» y «Untouchable».
El grupo comenzó a promover «La Di Da» el 24 de septiembre. Primero se presentaron en el programa de música de Corea del Sur M! Countdown del canal Mnet, seguido por actuaciones en los programas Music Bank, Show! Music Core e Inkigayo.

## Rendimiento comercial
El álbum alcanzó su propio récord de ventas en la primera semana, vendiendo más de 25.000 copias.

## Lista de canciones
| CD/Descarga digital |                  |                                 |                                                                            |                                       |          |  |
| N.º                 | Título           | Letras                          | Música                                                                     | Arreglos                              | Duración |  |
| 1.                  | «La Di Da»       | Kyung Eun-jin, Lee Seu-Ran, E:U | Kyung Eun-jin, Yun No-ra, Gavin Jones, 72                                  | Ollipop                               | 3:30     |  |
| 2.                  | «Untouchable»    | Lee Seuran, 72                  | David Anthony, Nermin Harambasic, Anne Judith Wik, Ronny Svendsen          | David Anthony                         | 3:10     |  |
| 3.                  | «Gxxd Boy»       | JQ, Yoon Yeji, J14              | David Amber, Andy Love, Rebecca King, Dan Glashausser, Tom Glashausser     | David Amber, Glashausser              | 3:23     |  |
| 4.                  | «No Good Reason» | Kang Eunjung, 72                | Melanie Fontana, Michel "Lindgren" Schulz, James Abrahart, Storyboards, 72 | Michel "Lindgren" Schulz, Storyboards | 3:36     |  |
| 13:39               |                  |                                 |                                                                            |                                       |          |  |

## Premios y reconocimientos

### Listados
| Publicación              | Lista                            | Ranking  | Ref.   |
| ------------------------ | -------------------------------- | -------- | ------ |
| Koreaboo                 | The 20 Best K-Pop Albums Of 2020 | 19.º     | [ 9 ]  |
| Kultscene                | Best K-Pop Albums Of 2020        | Incluida | [ 10 ] |
| South China Morning Post | The Top 15 K-pop Albums of 2020  | Incluida | [ 11 ] |